# Антиалкид
Антиалкид (греч. Αντιαλκίδας) — индо-греческий царь, который правил из столицы своего царства Таксилы примерно с 115 до 95 года до н. э.
Антиалкид известен по монетам с его изображением, отчеканенным во время его правления, на которых его обычно изображают в профиль с непокрытой головой или в округлом шлеме с гребнем. На обратной стороне монет — Зевс в сопровождении Ники, которая надевает венец победы резвящемуся слонёнку с колокольчиком на шее.
Согласно некоторым толкованиям, слонёнок олицетворяет Будду Сиддхартху Гаутаму, который принял форму слонёнка для того, чтобы войти во чрево своей матери царицы Майи, — подобные изображения часто встречаются в греко-буддистском искусстве. В данном случае сцена, изображённая на монете, символизирует победу буддизма. По другой версии, слонёнок был символом города Таксилы.
Антиалкид отчеканил несколько монет в греко-бактрийском стиле (с надписями исключительно на греческом языке), а также двуязычные (с надписями на греческом и кхароштхи).
Антиалкид также известен по надписи на так называемой колонне Гелиодора, воздвигнутой его послом Гелиодором при дворе царя империи Шунга Бхагабхадры в 113 году до н. э. Колонна находится в местечке Видиша, недалеко от Санчи в современном индийском штате Мадхья-Прадеш. Надпись гласит:
Эта колонна Гаруды была воздвигнута для Бога богов Васудевы бхагаватой Гелиодором, сыном Диона и уроженцем Таксилы, прибывшем в качестве посла от великого греческого царя Антиалкида к царю-спасителю Касипутре Бхагабхадре, находящемуся в благоденствии на 14-м году своего правления.